# Väinö Sipilä
Väinö Jeremias Sipilä (né le 24 décembre 1897 à Pälkäne et décédé le 11 septembre 1987 dans la même ville) est un athlète finlandais spécialiste du 10 000 mètres et du marathon. Affilié au Tampereen Pyrintö puis au Pälkäneen Lukko, il mesurait 1,75 m pour 68 kg.

## Biographie
Il est le père de Leena Sipilä.

### Palmarès
| Date | Compétition           | Lieu      | Résultat | Épreuve          | Performance     |
| ---- | --------------------- | --------- | -------- | ---------------- | --------------- |
| 1924 | Jeux olympiques d'été | Paris     | 4e       | 10 000 mètres    | 31 min 50 s 2   |
| 1924 | Jeux olympiques d'été | Paris     | 1er      | Cross par équipe | 11 pts          |
| 1928 | Jeux olympiques d'été | Amsterdam | 15e      | Marathon         | 2 h 43 min 08 s |

### Records
| Épreuve       | Performance     | Lieu | Date |
| ------------- | --------------- | ---- | ---- |
| 10 000 mètres | 31 min 30 s 2   |      | 1929 |
| Marathon      | 2 h 41 min 30 s |      | 1931 |